# Tutzing
Tutzing község Németországban, azon belül Bajorországban. Lakosainak száma 9960 fő (2023. december 31.). Tutzing Bernried, Wielenbach és Pähl községekkel határos.

## Fekvése
Feldafingtől délre fekvő település, a Starnbergi-tó nyugati partvidékének központja.

## Népesség
| Lakosok száma | 748  | 4892 | 7232 | 9260 | 9503 | 9609 | 9845 | 9933 | 9939 | 9960 |
|               | 1875 | 1950 | 1975 | 2011 | 2013 | 2014 | 2016 | 2018 | 2021 | 2023 |

## Története
Az első telepesek már 530-550 közt építkeztek itt, a tó legszélesebb, meredek lejtős teraszán.
Nevét először egy 750-ből származó oklevél említette. Régi halász-és parasztházainak sorai közt pompeji stílusban épült nagyúri villák sorakoznak. 16. század kastélyát (Schloss Tutzing) az 1800-as évek első évtizedeiben átépítették.

## Galéria

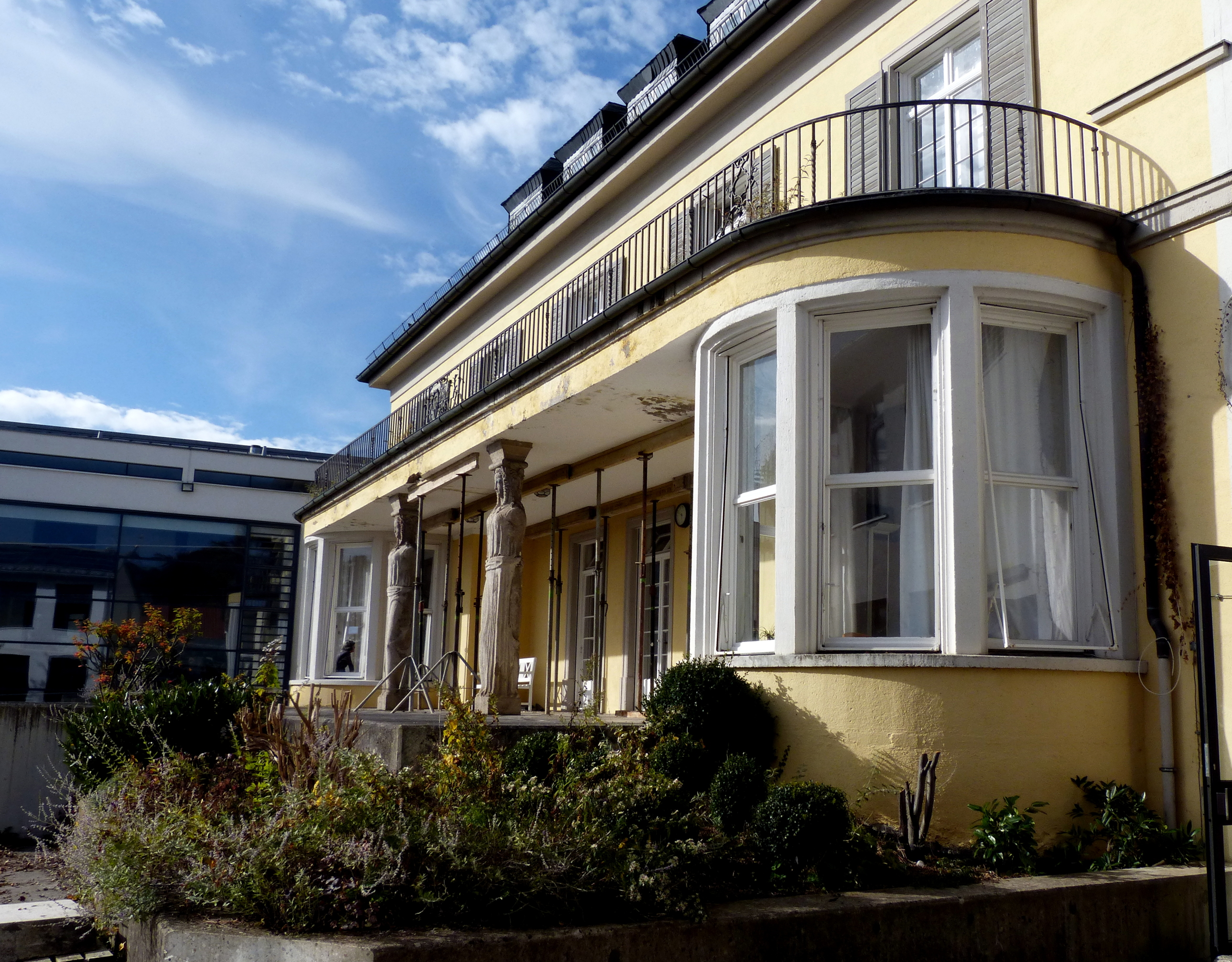
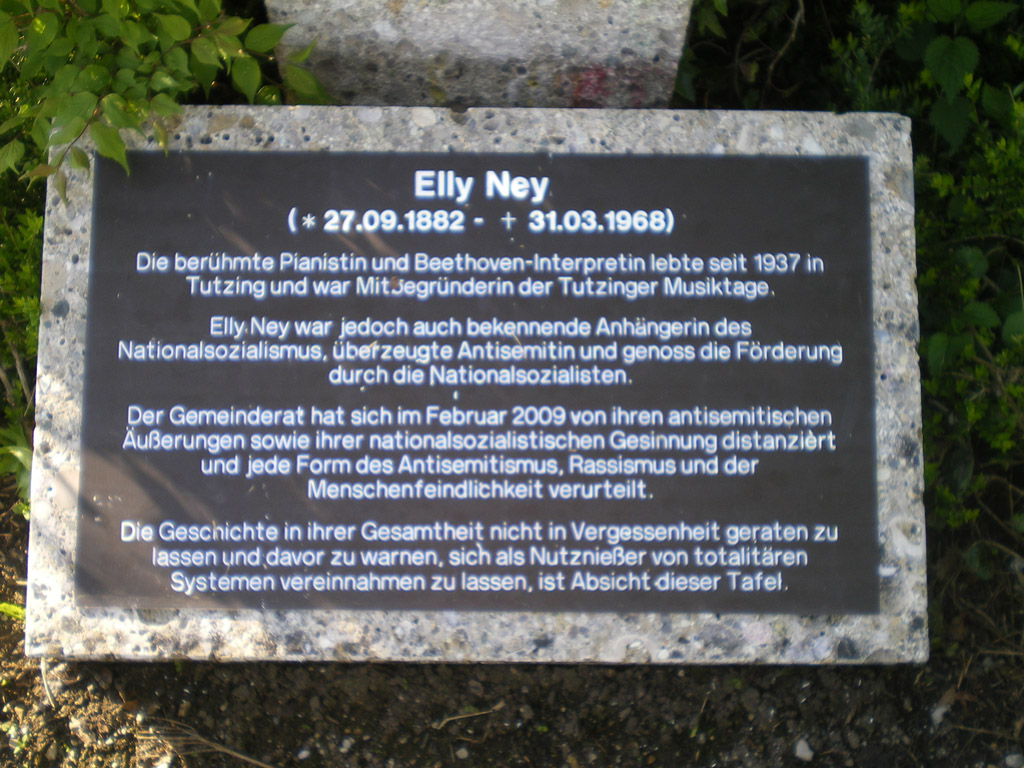
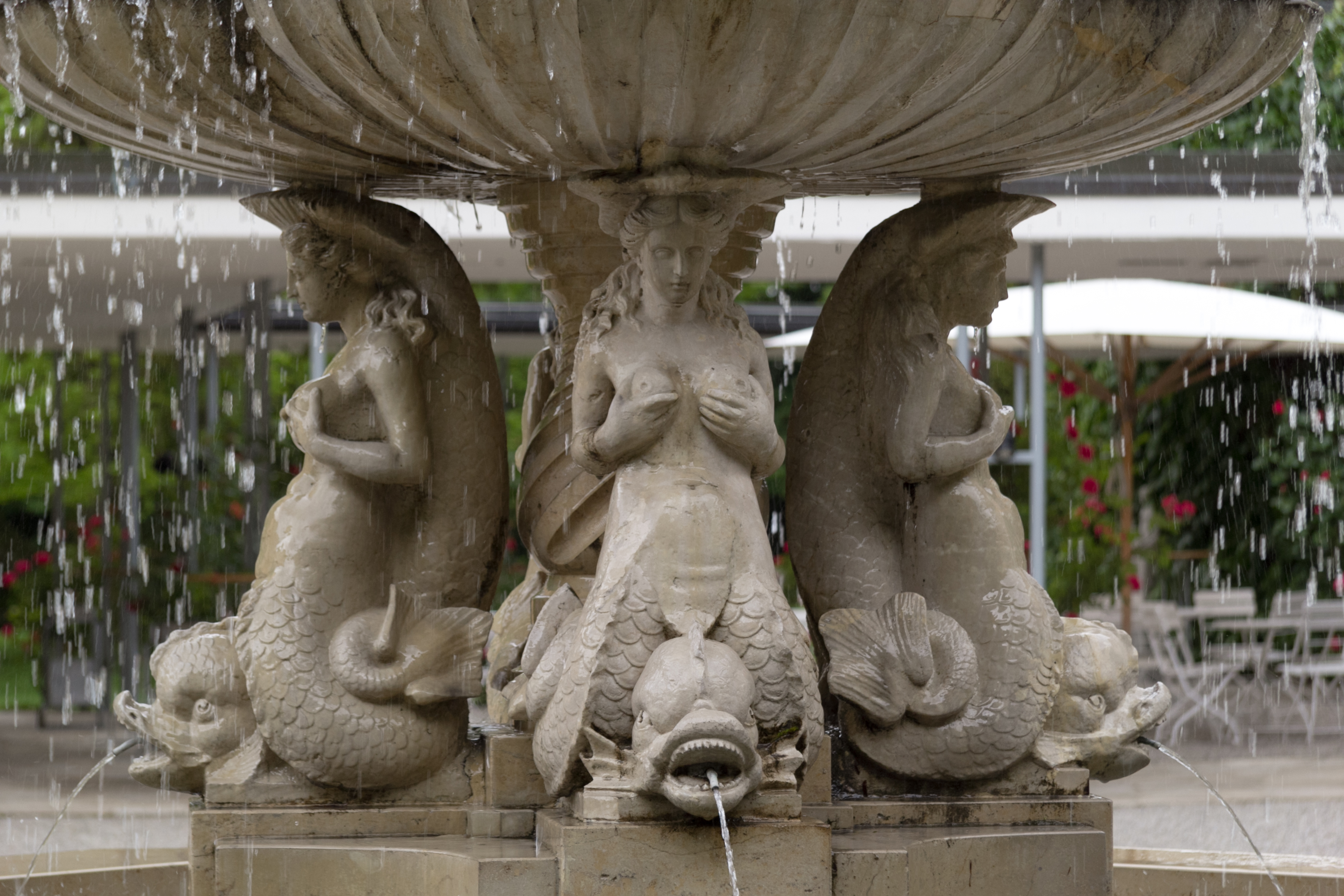
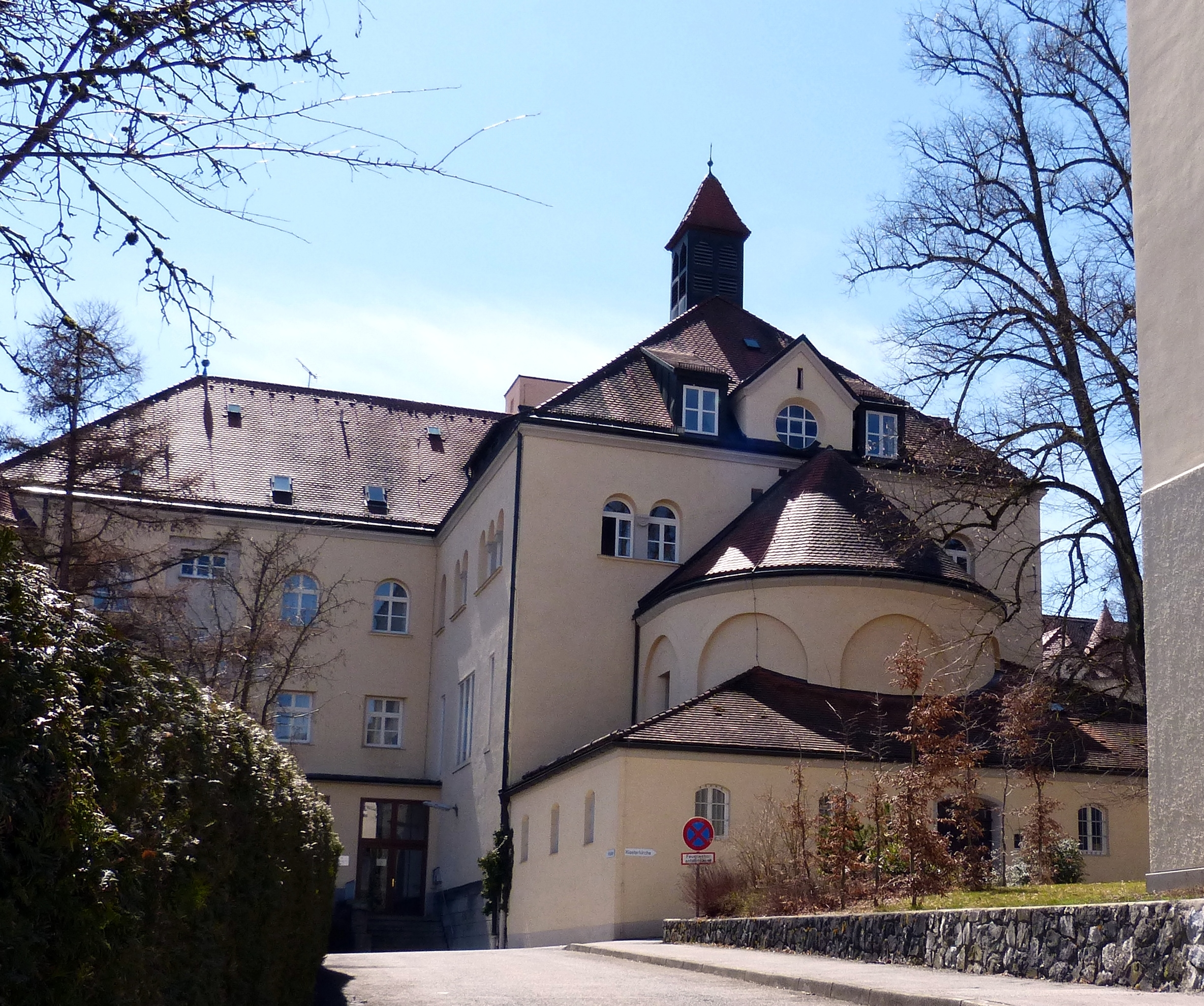
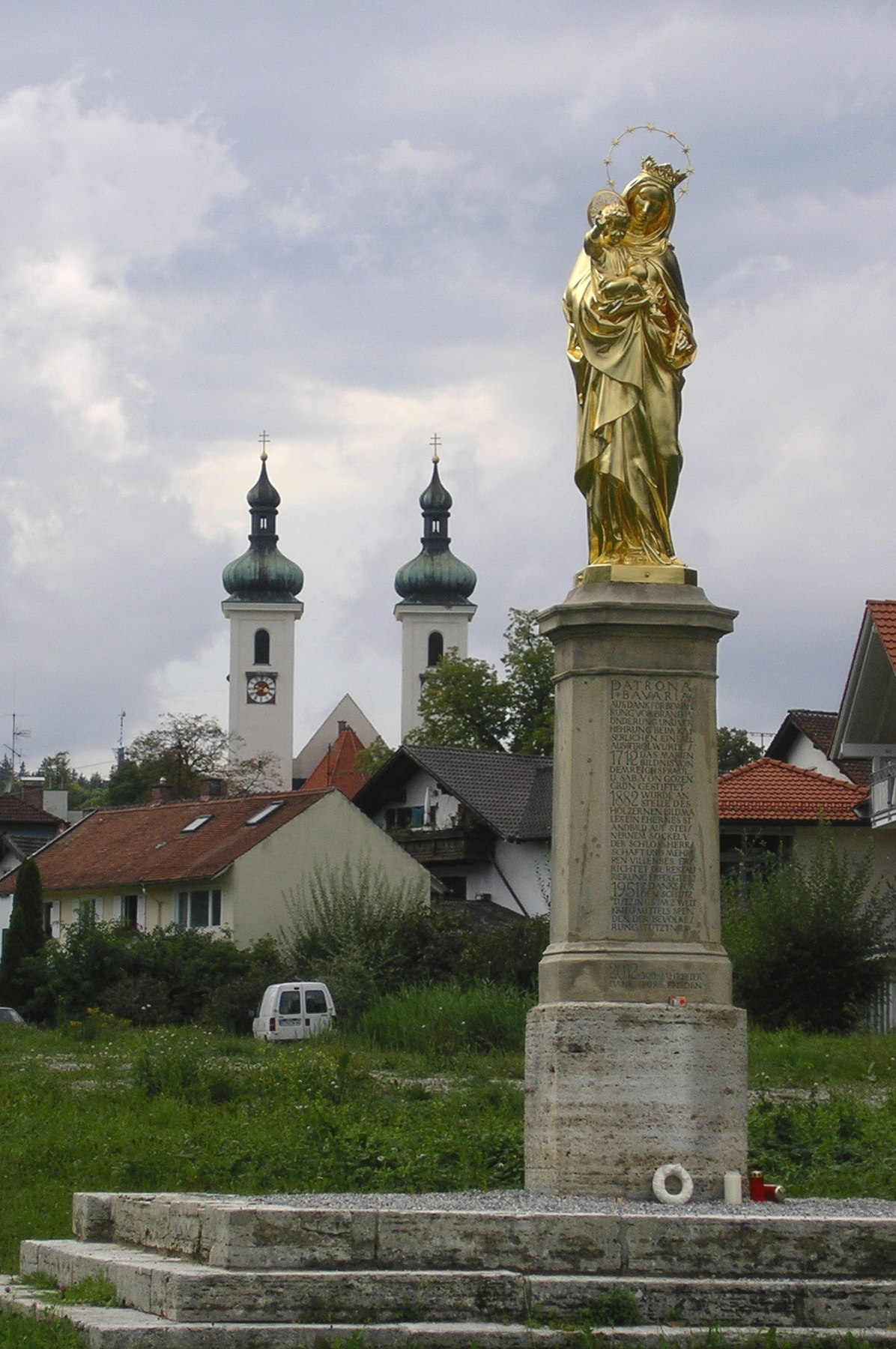
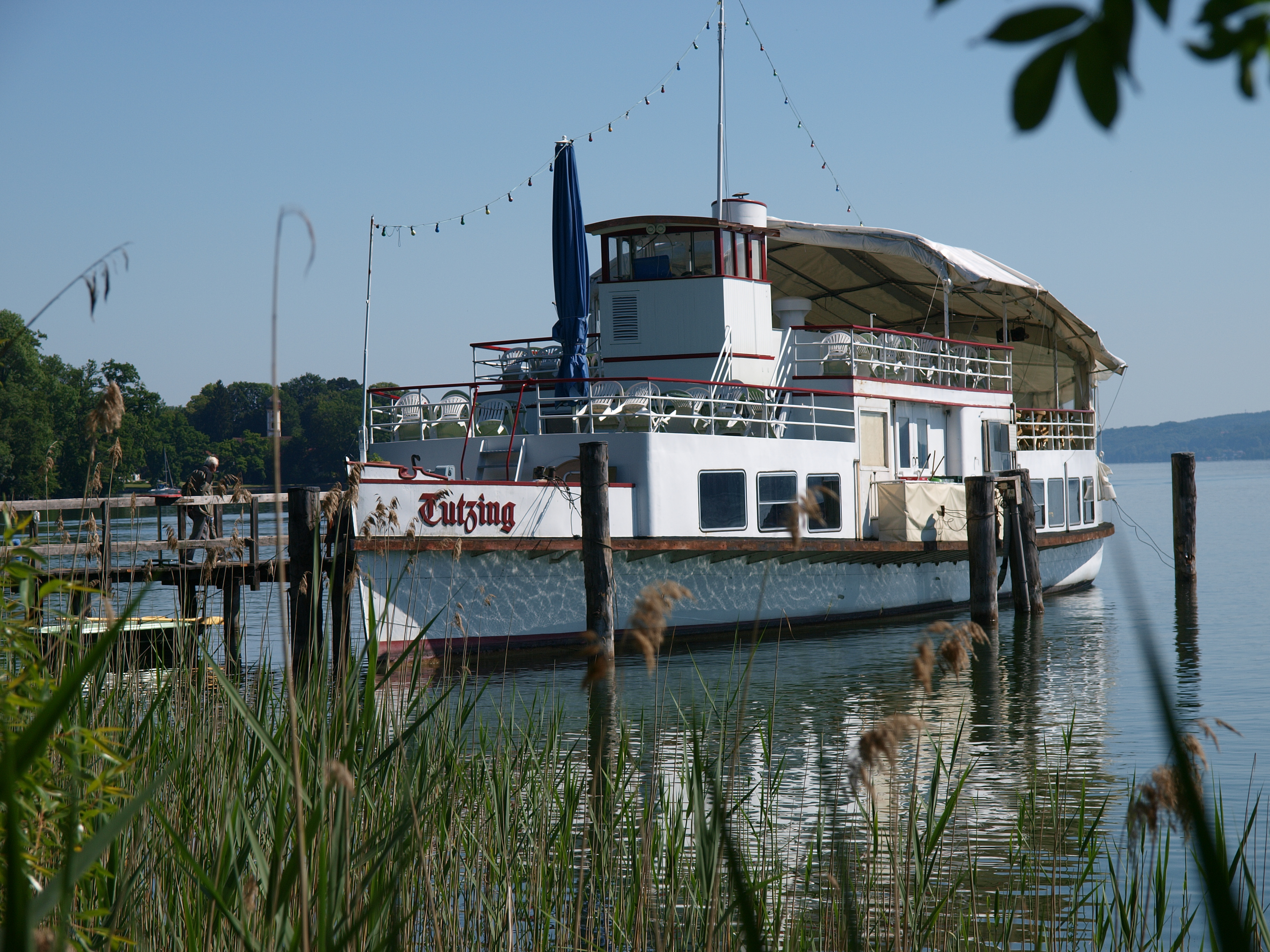
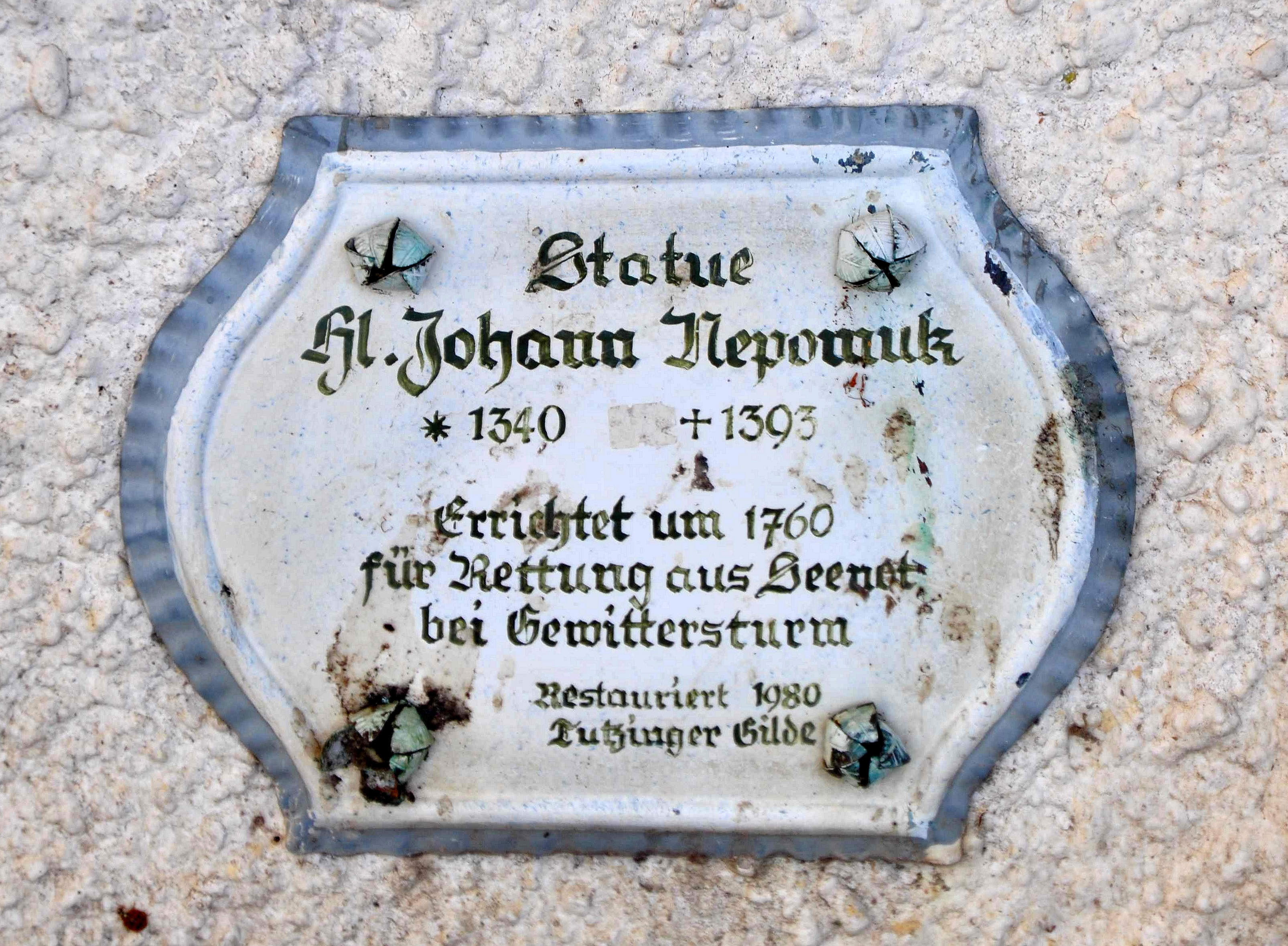
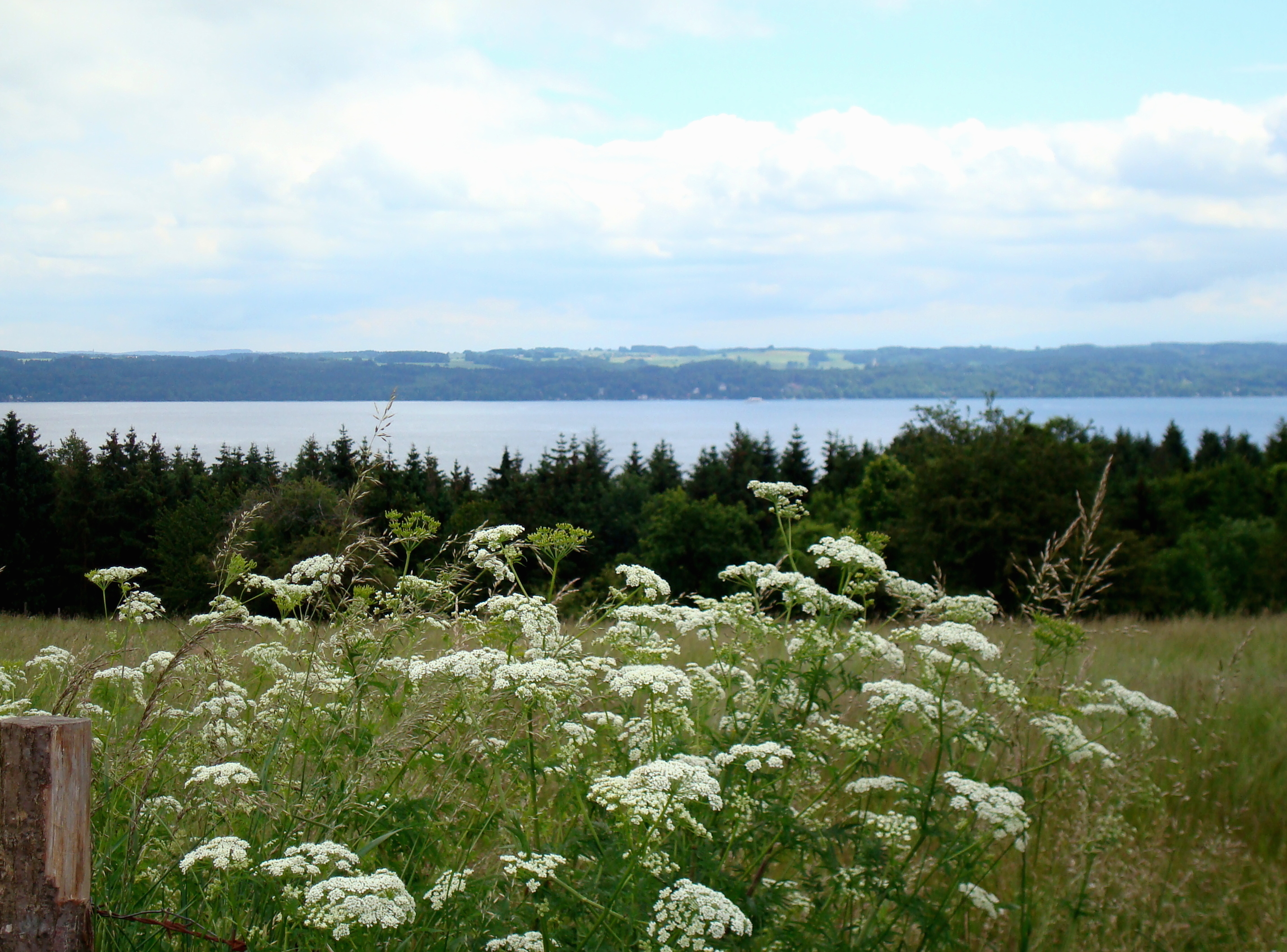

## A település részei
- Diemendorf
- Kampberg
- Monatshausen
- Neuseeheim
- Oberzeismering
- Unterzeismering
- Rößlsberg
- Traubing
- Obertraubing
- Deixlfurt

## Közlekedés
A városon halad át a München–Garmisch-Partenkirchen-vasútvonal, továbbá innen indul a Tutzing–Kochel-vasútvonal is.